# 他冰瑜寺
他冰瑜寺（[θaʔ bjɪ̀ɰ̃ ɲ̥ṵ pʰəjá]，意为“全知”），另译达宾纽寺，是缅甸蒲甘的一座上座部佛教佛寺。寺廟在1975年和2016年的地震中遭到嚴重破壞。目前正在中國的技術和資金援助下進行修復工作，修復工作預計將持續到2028年左右。